# くすぐり

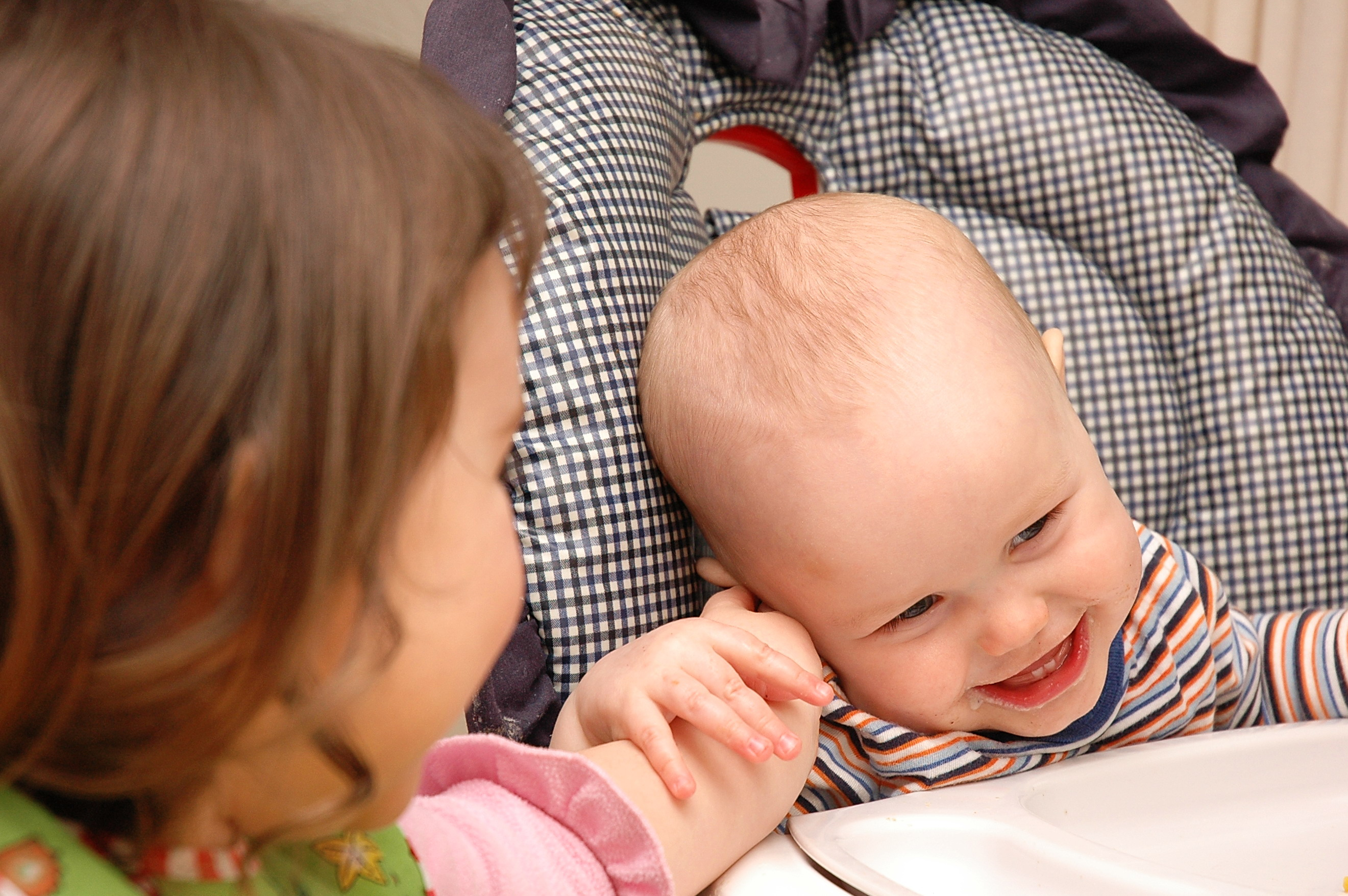
赤ちゃん（兄弟）をくすぐる少女

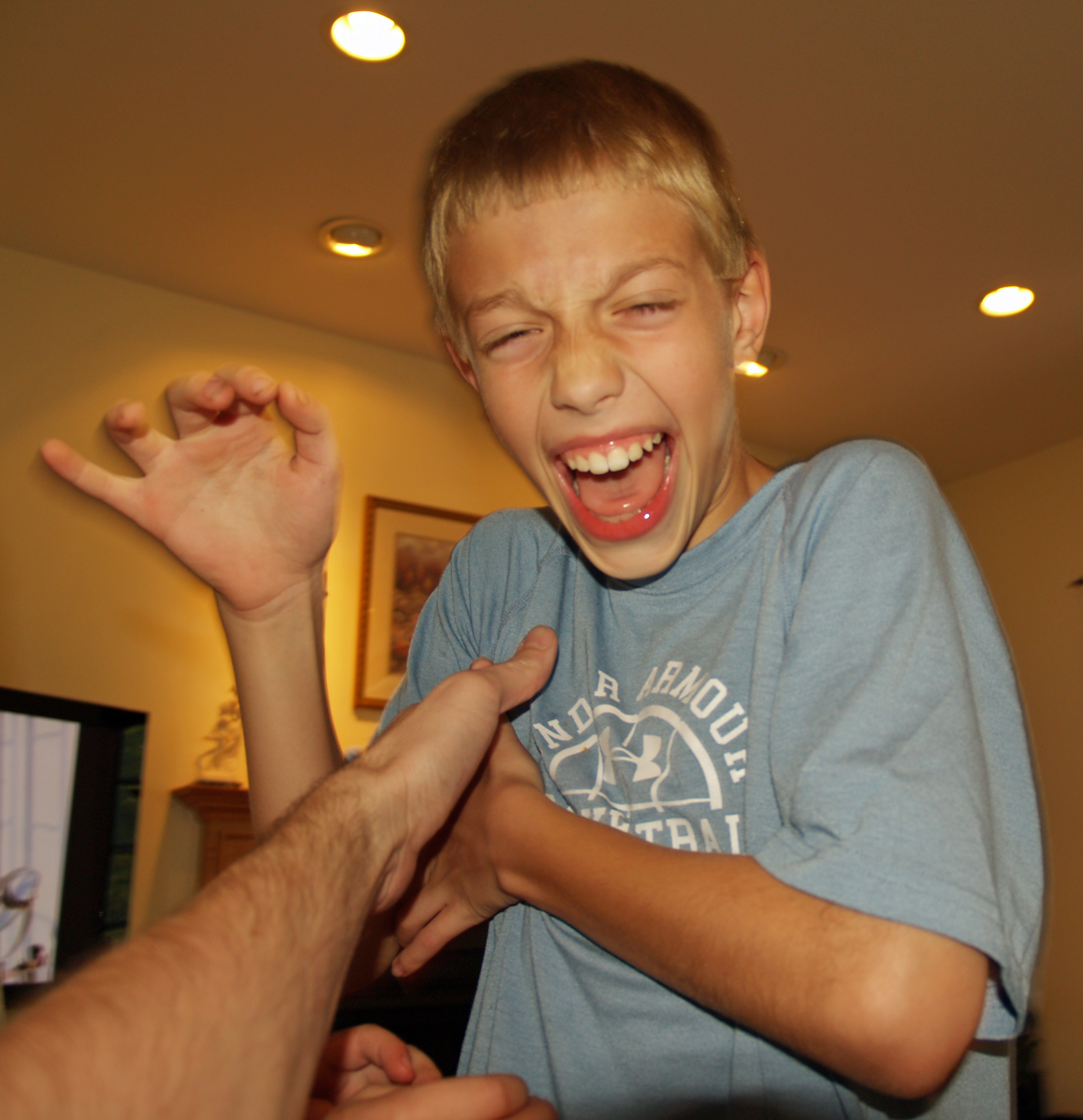
くすぐりに反応している少年

くすぐり（擽り）とは、人の皮膚表面を刺激して「くすぐったい」感覚を与え「笑わせる」ことをいう。
くすぐられた時の反応は人間に限らず他の動物にも見られ、その反応は反射に近い。精神分析学者アダム・フィリップスが「くすぐりにはどうしても他者の存在が必要である」と語ったように、自分で自身をくすぐっても、くすぐりの感覚は得られない。

## くすぐったいメカニズム
くすぐったいと感じる場所は、一般に耳の周辺、首筋、脇の下、手の甲、もものつけね、膝の裏、足の甲や裏など、動脈が皮膚に近いところを通っている部位である。こうした部分は万一怪我をすると多量の出血を伴いかねない「危険部位」で、そのため付近には自律神経も集まって、外部からの刺激に対しては特に敏感になっている。くすぐりによる刺激は、クモが体をはい上がる・ハチが肩に止まるといった危険を含んだ刺激と判断され、注意が向けられる。
この自律神経と密接な関係にある小脳では、こうした危険部位への刺激に対する予測と、それに対する感覚の制御を行っている。したがって自分でそうした部位をくすぐってみても、その刺激は小脳の予測どおりなので、小脳が感覚を制御するため違和感が生じない。ところが他人にくすぐられると小脳はこれを予測することができないので、感覚の制御は不能として脳は混乱状態に陥る。その不快な感覚が「くすぐったい」という感覚であり、そうした「生命にとっての危機かもしれない」と錯覚された状態から逃れようとする自律神経の過剰反応が「笑い」にあたる。
くすぐられる人間の脳をスキャンした研究によれば、他人にくすぐられた場合には小脳とともに喜びに関係する前帯状領域の活動が活発になるという。

## 性的なくすぐり
このように「危険部位」を他人に触れさないようにするのは人の本能に拠るものだが、逆にそれをあえて許すことは厚い信頼や愛情の証となる。したがって許諾の上でのくすぐりは、時に性的快楽になる場合がある。

## くすぐりのいろいろ
- しゃっくりを止める方法としてくすぐりが用いられることがある。
- 古代ローマでは拷問の一つとして足の裏のくすぐりが行われたこともあった[1]。
- チャールズ・ダーウィンは、くすぐりによるスキンシップは親子や親密な男女などの人間関係において重要な意味を持つと唱えた[1]。

## 伝統芸能のくすぐり
伝統芸能では、演者が本筋とは直接関係がない駄洒落や内輪ネタでことさらに観客の笑いを取ることを「くすぐり」という。特に歌舞伎や古典落語では、本来の台詞にあるさして重要ではない語句を、関連性のある現代の「時の人」や「時の話題」に差し替えて、思わず観客をニヤリとさせる場面が時折見られる。林家三平のような例外もあるが、基本的に多用されることはなく、一幕・一席にあるかないかのもので、しかも通常は観客が予想もしないところでこれが出るため、くすぐりは演目に重要なアクセントを与える手法となる。